# Mikhail Petrovich Biryukov
Mikhail Petrovich Biryukov (tiếng Nga: Михаил Петрович Бирюков; sinh ngày 15 tháng 3 năm 1987) là một cầu thủ bóng đá người Nga. Anh thi đấu cho F.K. Tambov.